# Lyxor Asset Management
A Lyxor Asset Management foi fundada em 1998 e é composta por 2 subsidiárias, Lyxor Asset Management e Lyxor International Asset Management, componentes do grupo Société Générale. Especialista europeu em gestão de ativos e um dos líderes em ETFs, o Grupo Lyxor fornece soluções de investimento desde 1998.
A Lyxor Asset Management é uma subsidiária da Société Générale.